# Милош Бајић (фудбалер)
Милош Бајић (Бања Лука, 27. април 1994) је босанскохерцеговачки фудбалер који тренутно наступа за Арду из Крџалија. Висок је 183 центиметра и игра на позицији нападача.

## Каријера
Прошавши млађе категорије ОФК Београда, Бајић је прикључен првом тиму, за који је дебитовао у Суперлиги Србије 5. новембра 2011. против екипе Црвене звезде. Прешавши у крушевачки Напредак почетком наредне године, паралалено са првим тимом наступао је и за омладински састав. Лета 2015. године, потписао је за Младост из Лучана. Током сезоне 2016/17, наступао је за БСК из Борче и новобеоградски Раднички.